# 御嶺山古墳
御嶺山古墳（ごりょうやまこふん）は、大阪府南河内郡太子町太子にある古墳。形状は円墳。磯長谷古墳群を構成する古墳の1つ。大阪府指定史跡に指定されている。

## 概要
大阪府南東部、二上山山麓の磯長谷において、丘陵南斜面に山寄せで築造された古墳である。開墾等により墳丘封土の多くが流失しているほか、1935年（昭和10年）に発見当初の状況が記録されている。
墳形は円形で、直径約30メートル、高さ3メートルを測る。発見当時に葺石・埴輪は認められなかったという。埋葬施設は横口式石槨で、現在は天井石等が地表に露出する。石槨内面に漆喰の塗抹が認められる点や、漆塗木棺を置いた棺台に格狭間の彫刻が認められる点で特色を示す。石槨内からは棺片・棺座金具などが検出されている。築造時期は、古墳時代終末期の7世紀末-8世紀初頭頃と推定される。被葬者は明らかでなく、孝徳天皇の真陵とする説（現陵は太子町山田の山田上ノ山古墳）などが挙げられる。
古墳域は1972年（昭和47年）に大阪府指定史跡に指定されている。なお、本古墳の南西600メートルには九流谷古墳が立地する。

## 埋葬施設

石槨俯瞰図

石槨展開図

埋葬施設は横口式石槨。花崗岩の切石計8個で構築され、加工面を内面として前後上下を各1石、左右両壁を各2石とする。石槨の内法は奥行2.2メートル、幅1.4メートル、高さ1.7メートルを測る。石槨内面には朱に着色した漆喰の塗抹が認められるほか、底石上には棺台を据える。
棺台は凝灰岩製で、石槨の底面一杯に長さ1.97メートル、幅1.29メートル、厚さ0.38メートルを測る。棺台の側面には左・右・前面に各2個、後面に1個の格狭間が彫刻される。棺台の格狭間彫刻の例は叡福寺北古墳（太子町太子、聖徳太子墓）でも知られており、関連性が指摘される。この棺台の上に漆塗の木棺が置かれたとみられる。
石槨内では、遺物として黒漆塗木棺片・人骨・素焼皿1点・琥珀製棗玉片2点・丸玉片1点・鉄釘20余・金銅製錠前押金具1点などが検出されたという。現在では出土品の一部は大阪府立近つ飛鳥博物館に保管・展示されている。

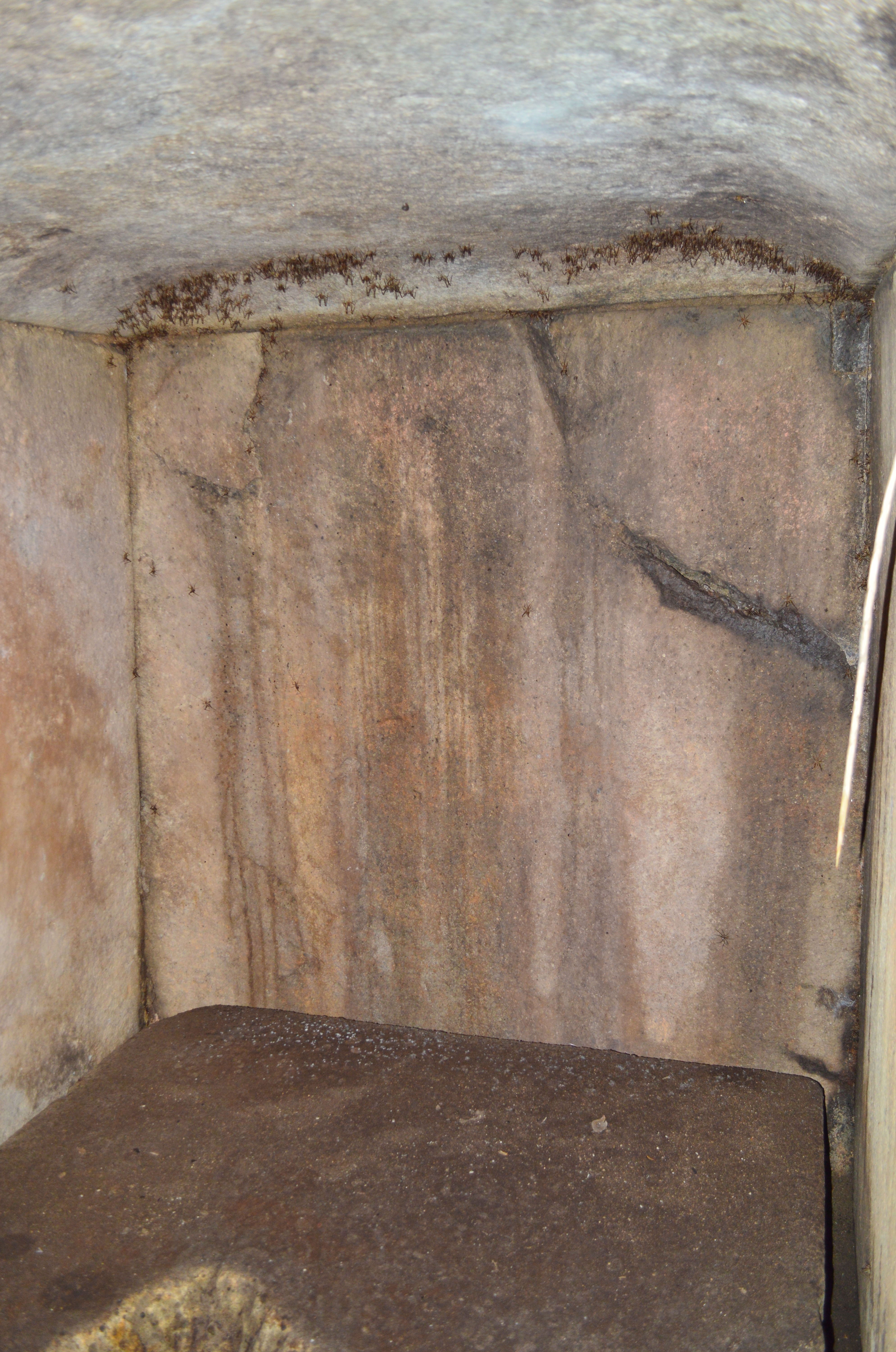
石槨内部
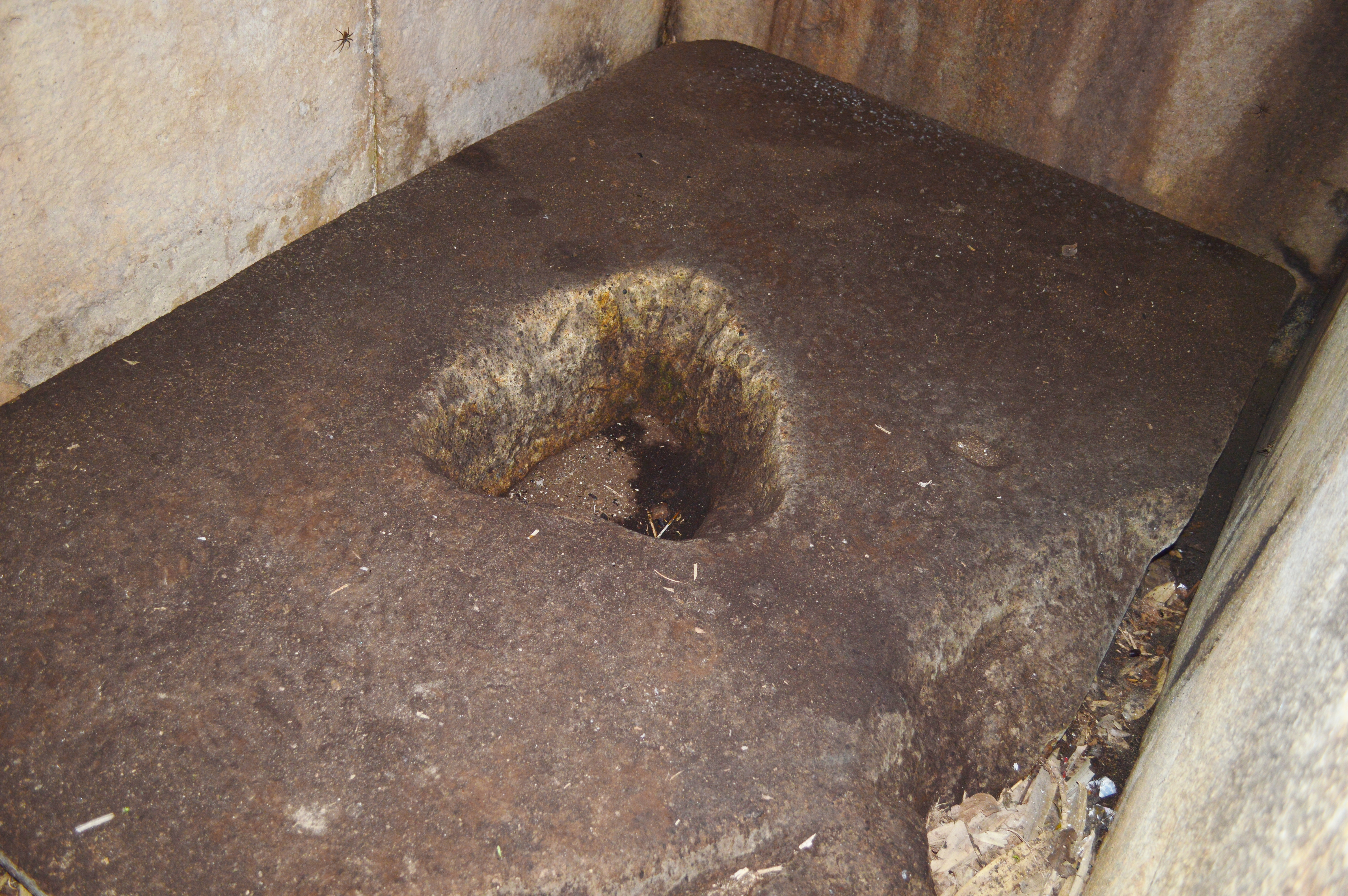
棺台
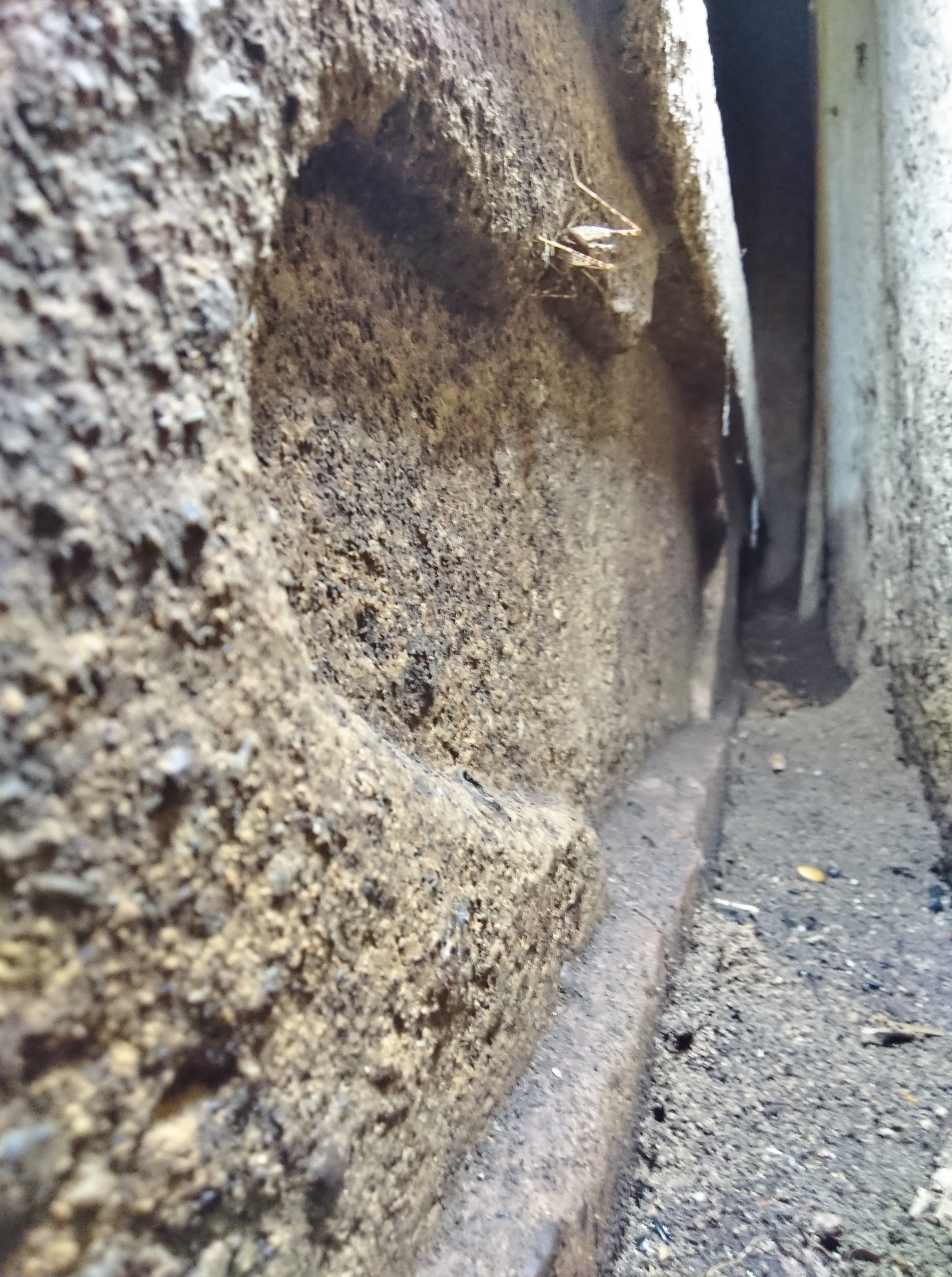
棺台の格狭間

## 文化財

### 大阪府指定文化財
- 史跡
  - 御嶺山古墳 - 1972年（昭和47年）3月31日指定[6]。

## 関連施設
- 大阪府立近つ飛鳥博物館（南河内郡河南町） - 御嶺山古墳の出土品を保管・展示。

## 関連文献
（記事執筆に使用していない関連文献）
- 梅原末治「河内磯長御嶺山古墳」『日本古文化研究所報告』 第10、日本古文化研究所、1937年。